# Kyzyłbałchasz
Kyzyłbałchasz (ros. Кызылбалхаш) – przełęcz w północnej części Gór Szapszalskich na styku granic republik Tuwy, Ałtaju i Chakasji. Ma 2213 m wysokości.
Przez przełęcz przechodzi szlak z Republiki Tuwy w Górski Ałtaj. Jest otwarta od czerwca do września. Na północnym stoku bierze początek rzeka Czibit (dorzecze Małego Abakanu).